# Museum Industriekultur (Nürnberg)

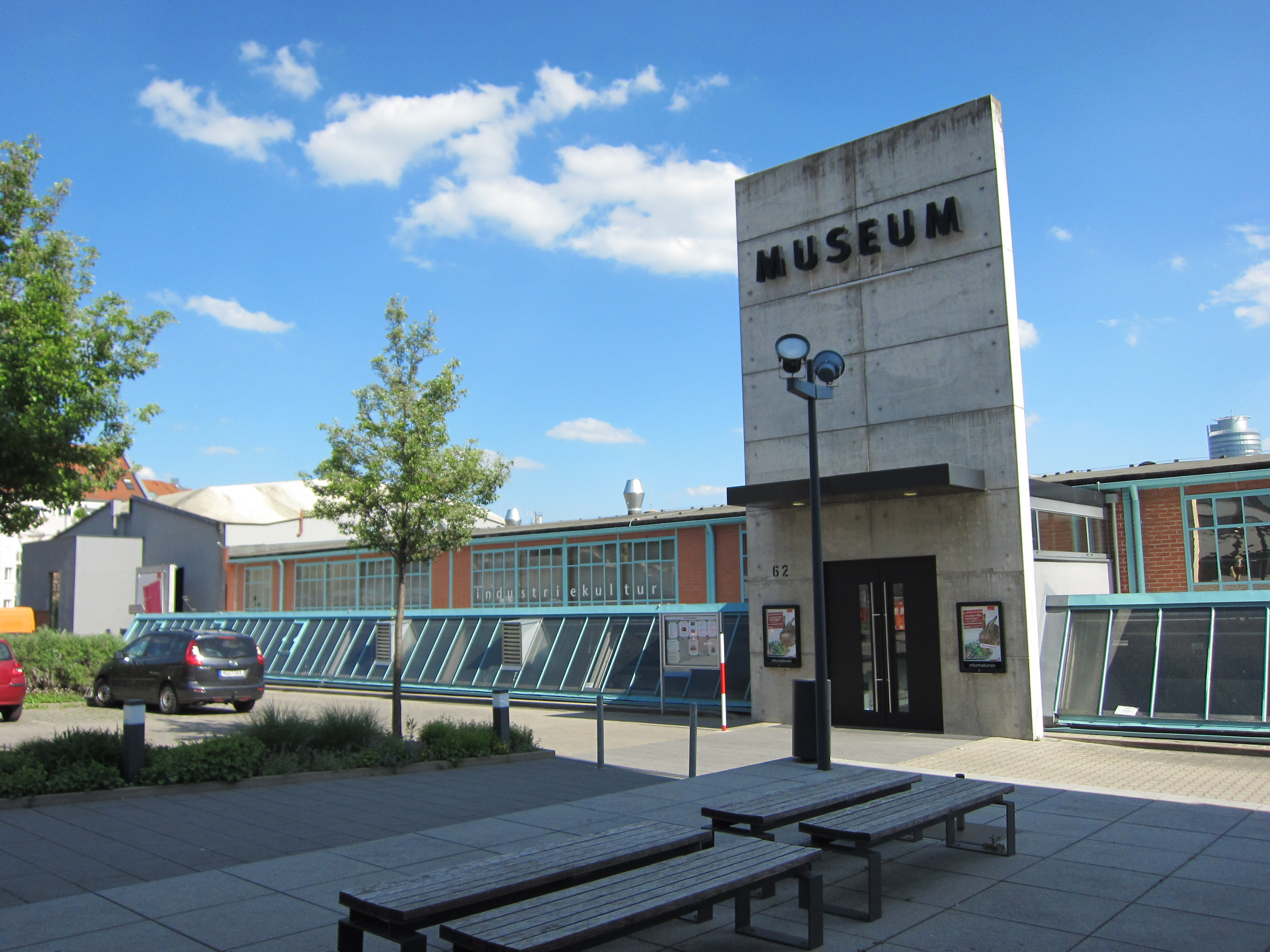
Museumsbau im Mai 2015

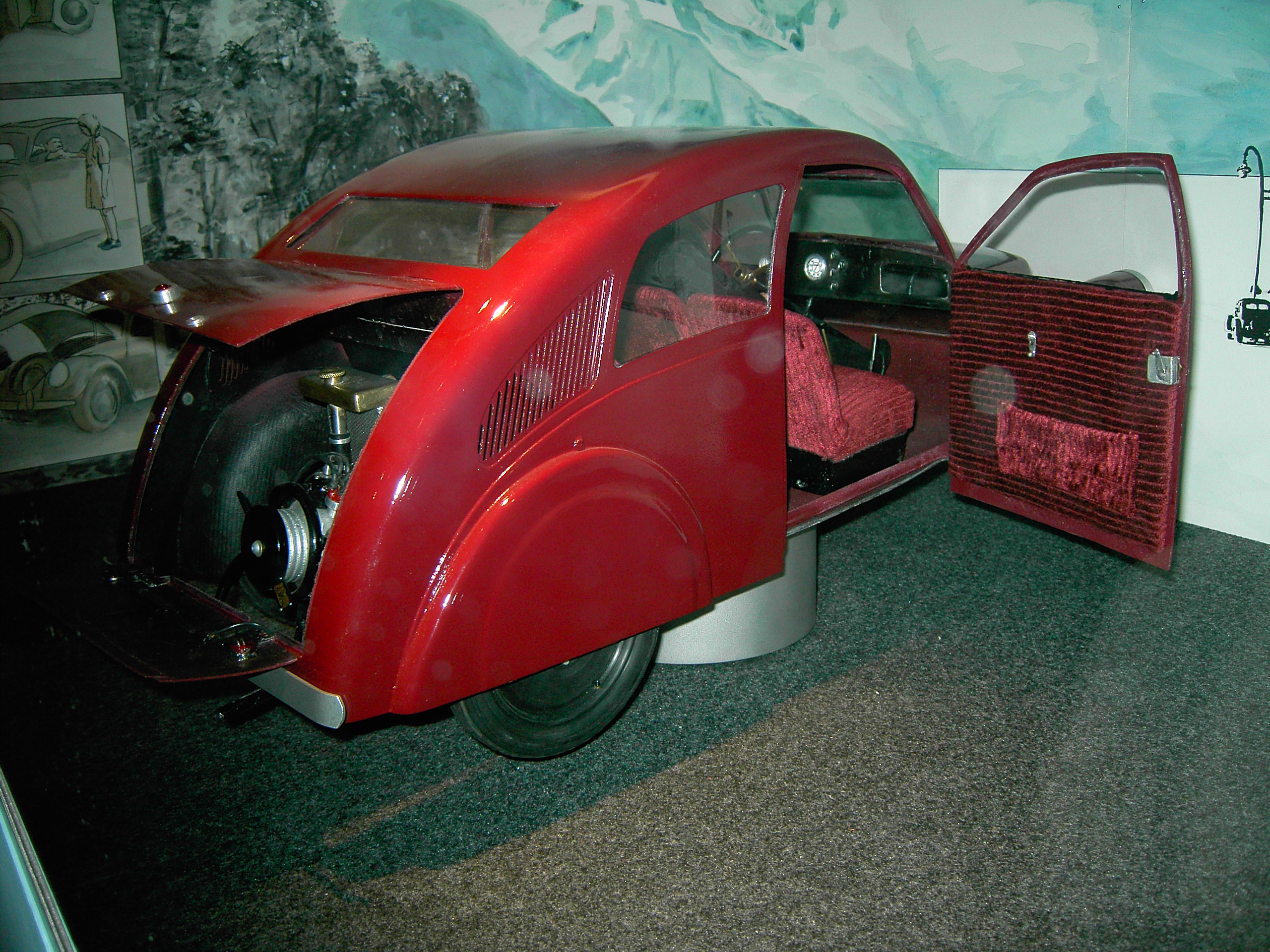
Volkswagen-Prototyp von Zündapp

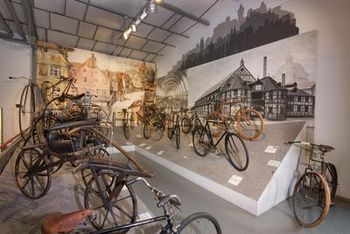
Sammlung historischer Fahrräder

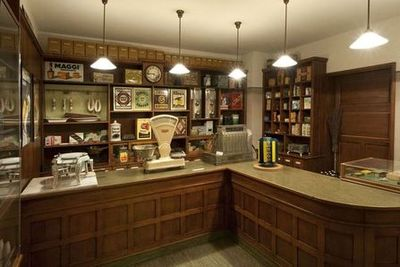
Einrichtung eines Kolonialwarenladens

Das Museum Industriekultur in Nürnberg ist ein Museum für Technik, Kultur und Sozialgeschichte, das die Geschichte der Industrialisierung am Beispiel Nürnbergs, das sich im 19. Jahrhundert von einer armen Stadt zu „Bayerns Motor der Innovation“ verwandelte, dokumentiert. Es entstand 1988 in einer Halle des ehemaligen Eisenwerks Julius Tafel (Tafelwerk) und umfasst rund 6.000 m² Ausstellungsfläche. Dem Museum ist ein Schulmuseum sowie ein Motorradmuseum angegliedert, das sich insbesondere mit der Firmengeschichte der Firma Zündapp auseinandersetzt. Das benachbarte Kulturzentrum Tafelhalle ist ebenfalls in Gebäuden des ehemaligen Tafelwerks untergebracht.
Wegen umfangreicher Sanierungsarbeiten muss das Museum Industriekultur ab 27. November 2023 für voraussichtlich zwei Jahre geschlossen bleiben. Die Baumaßnahme umfasst eine Aktualisierung des Brandschutzes, eine energetische Sanierung des Gebäudes sowie verschiedene weitere bauliche Verbesserungen. Im Anschluss daran wird die Dauerausstellung überarbeitet und mit modernisierter Ausstellung wieder zum Besuch einladen.

## Das Museum
Das Museum zeigt entlang einer straßenähnlichen Erschließungsachse historische Ensembles wie Gewerbe- und Wohnräume, ein Arbeiter-Vereinslokal, einen Kolonialwarenladen und eine Zahnarztpraxis aus den 1930er Jahren. Weitere Ausstellungseinheiten enthalten eine Druckwerkstatt, eine Bleistiftwerkstatt, eine Gipsmühle und eine Dampfmaschine der Maschinenfabrik Joh. Wilh. Spaeth, die einst das komplette Tafelwerk mit Strom versorgte. Auch die Entwicklung der Kino- und Filmgeschichte, der Technisierung des Haushalts, der Energienutzung und der Telekommunikation wird veranschaulicht. Ergänzt durch historische Fahrzeuge und Maschinen sollen die einzelnen Museumseinheiten den langsamen Übergang von der Handwerks- hin zur Industriegesellschaft illustrieren. Der Blick ist dabei nicht nur auf der Entwicklung der Nürnberger Industrie und ihrem strukturellen Wandel gerichtet, sondern auch auf den Einfluss der Industrialisierung auf das Leben der Menschen – unter anderem auf den Alltag, auf Lebens- und Arbeitsbedingungen sowie auf Kunst und Kultur. Daneben besitzt das Museum eine der bundesweit größten Sportsammlungen.
Thematische Wechselausstellungen ergänzen das Veranstaltungsprogramm ebenso wie ein umfangreiches museumspädagogisches Angebot für Schüler aller Altersgruppen.
Das Museum gehört seit 1994 zu den Museen der Stadt Nürnberg und ist Teil der Europäischen Route der Industriekultur (ERIH).
Vor der Liquidation des Versandhauses Quelle 2009 konnten Kataloge, Werbefilme und ähnliche Zeugnisse seiner Geschichte für das Museum gesichert werden.

## Virtuelle Ausstellungen
Seit 2019 ist das Museum Industriekultur auch auf Google Arts & Culture vertreten und zeigt dort verschiedene Ausstellungen zur Nürnberger Zweiradgeschichte:
- Die Pionierzeit der Motorräder aus Nürnberg
- Legenden in Chrom und Stahl
- Der Grüne Elefant  – die Zündapp KS-601
- Nürnberg – die Fahrradhochburg

## Leitung
Der jahrzehntelange Leiter Matthias Murko ging im April 2017 in den Ruhestand, behielt seine Funktion jedoch übergangsweise bei, bis seine Nachfolgerin, die Historikerin und Kulturjournalistin Monika Dreykorn, ihr Amt im Oktober 2018 antreten konnte.